# Île de Txatxarramendi
L'île de Txatxarramendi (en espagnol isla de Chacharramendi  et en basque Txatxarramendi uhartea)  est le nom donné à une petite île située dans la ville biscaïenne de Sukarrieta, dans la communauté autonome du Pays basque en Espagne.

## Description

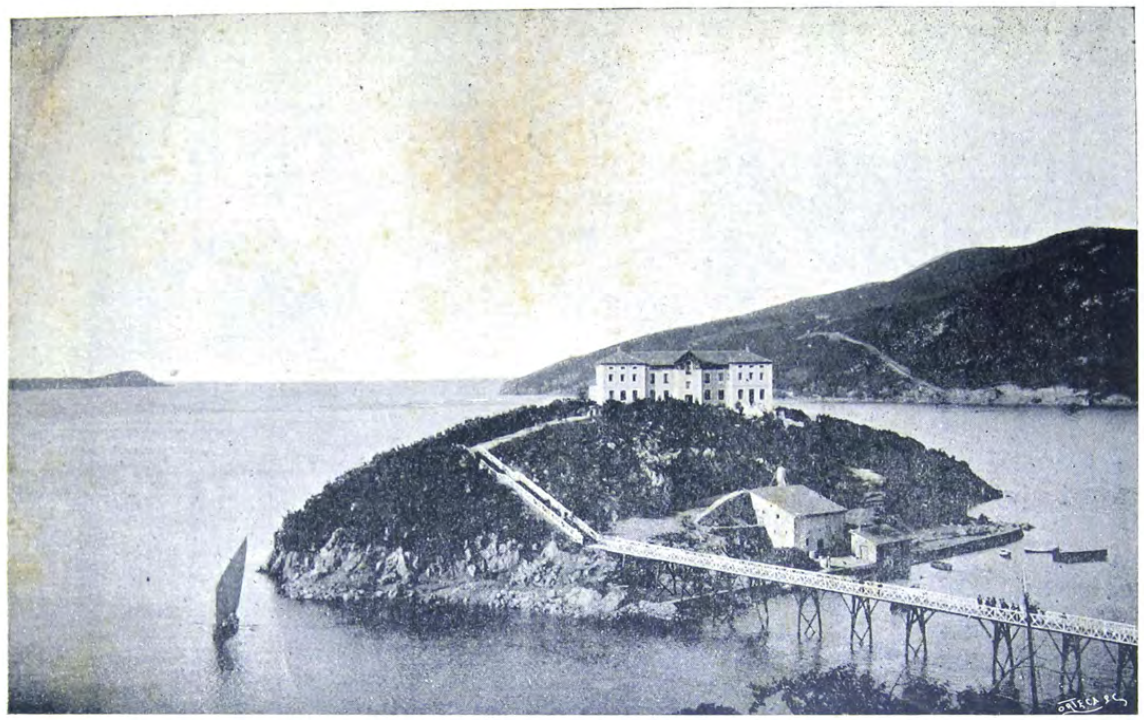
Txatxarramendi en 1901

Elle fait partie de la réserve de biosphère d'Urdaibai dans l'embouchure de la rivière Oka. Elle et couverte de chêne vert et d'arbousier. L'île est aussi un parc botanique.
Elle appartient à la ville de Sukarrieta et se trouve très près de la côte, à tel point qu'à marée basse, il est possible de l'atteindre à pied. À la fin du XIXe siècle et au début du XXe siècle, elle devient un important centre touristique. En 1896, un hôtel thermal fut construit sur l'île, véritable moteur de la promotion estivale de la région. L'hôtel a fermé en 1947. Le Centre de recherche marine et alimentaire AZTI a été installé dans les locaux de l'hôtel. Il reste des vestiges d'un quai de chargement de sable et d'un four à chaux. 
Elle couvre une superficie de 2,7 ha et forme la crique Portuondo (bon port ou  port proche en basque) bien protégée qui facilite l'amarrage des bateaux. Dans la partie sud, on a découvert les vestiges d'un poste de navigation côtière de l'Empire romain, fondé au IIe siècle.